# Доротея Драєр
Доротея Драєр (англ. Dorothea Dreier, повне ім'я Dorothea Adelheid Dreier; 1870–1923) — американська художниця.

## Життєпис та творчість

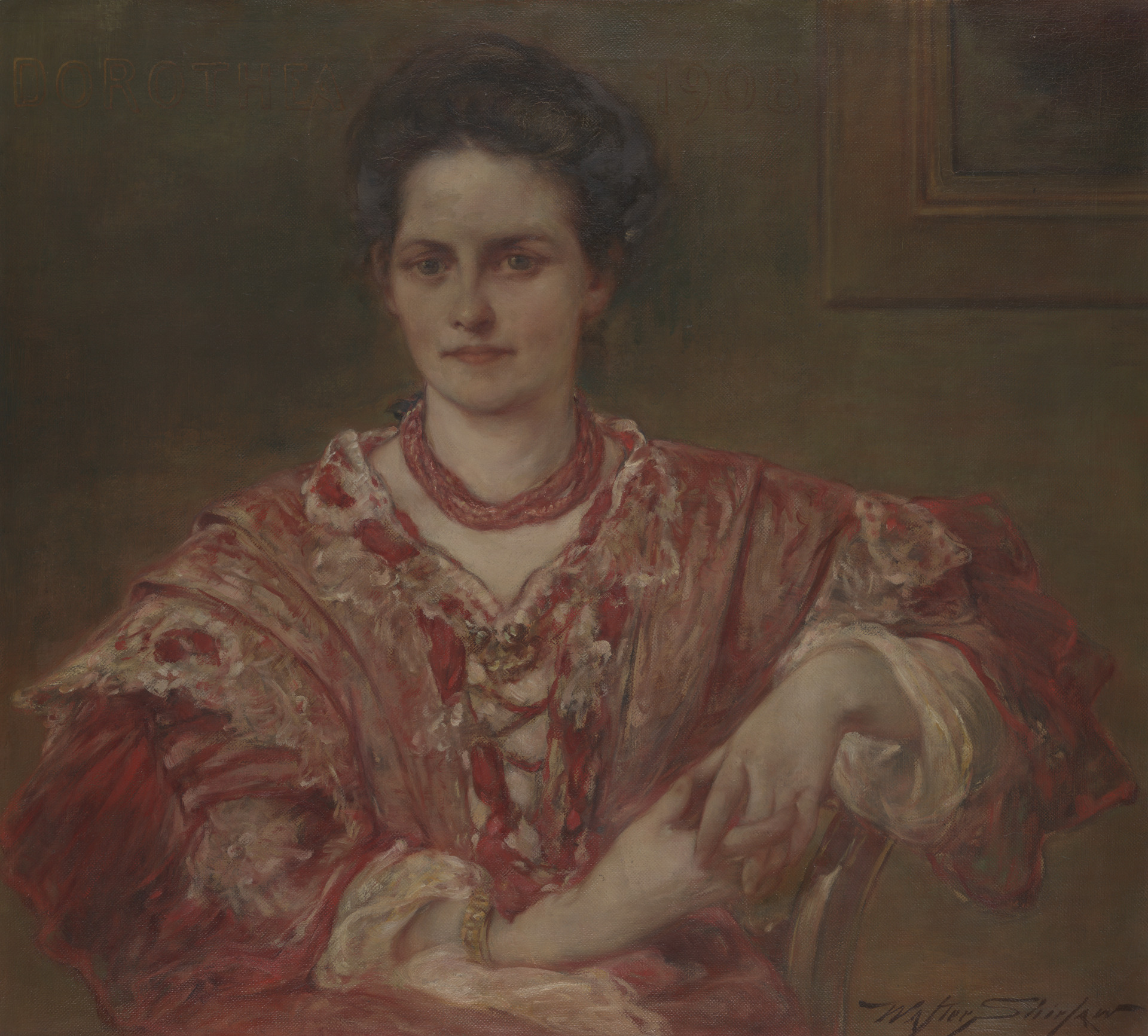
Портрет Доротеї Драєр роботи Волтера Ширлоу

Народилася 8 грудня 1870 року в Брукліні, штат Нью-Йорк. Її батьки, Теодор Драєр, успішний бізнесмен, і Доротея Драєр, обоє іммігрували з Німеччини. Дошлюбне прізвище її матері було також Драєр, а її батьки були кузенами з Бремена в Німеччині. Їхні предки були громадськими діячами та купцями. Теодор приїхав до США у 1849 році і став партнером нью-йоркської філії англійської металургійної фірми Naylor, Benson and Company. Він одружився з Доротеєю в 1864 році під час візиту до Бремена, повернувшись з нею до США, і вони жили в будинку з коричневого каменю в Бруклін-Гайтс у штаті Нью-Йорк. У Доротеї Драєр був старший брат і три сестри: художниця-абстракціоністка Кетрін Софі Драєр, соціальна реформаторка Мері Драєр та лідерка профспілок Маргарет Драєр Робінс. Стала членом Товариства незалежних художників.
Виставлялася в Нью-Йоркському акварельному товаристві, в Société anonyme, у Товаристві незалежних художників та на незалежних виставках у Чикаго.
Померла 14 вересня 1923 року в місті Саранак, штат Нью-Йорк на 53-му році життя. Похована в Нью-Йорку на Грін-Вудському цвинтарі.
Посмертна ретроспектива її робіт пройшла у Бруклінському музеї 1925 року.
Роботи Доротеї Драєр знаходяться у колекції Бруклінського музею. Документи про життя і творчість Драєр зберігаються в Архівах американського мистецтва Смітсонівського інституту.

Деякі картини
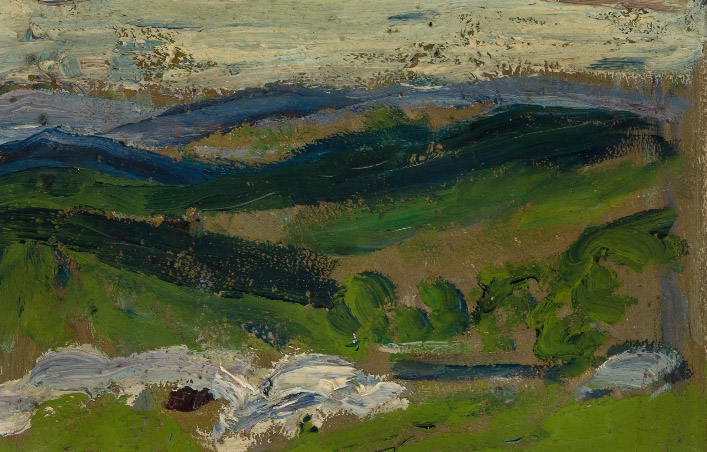
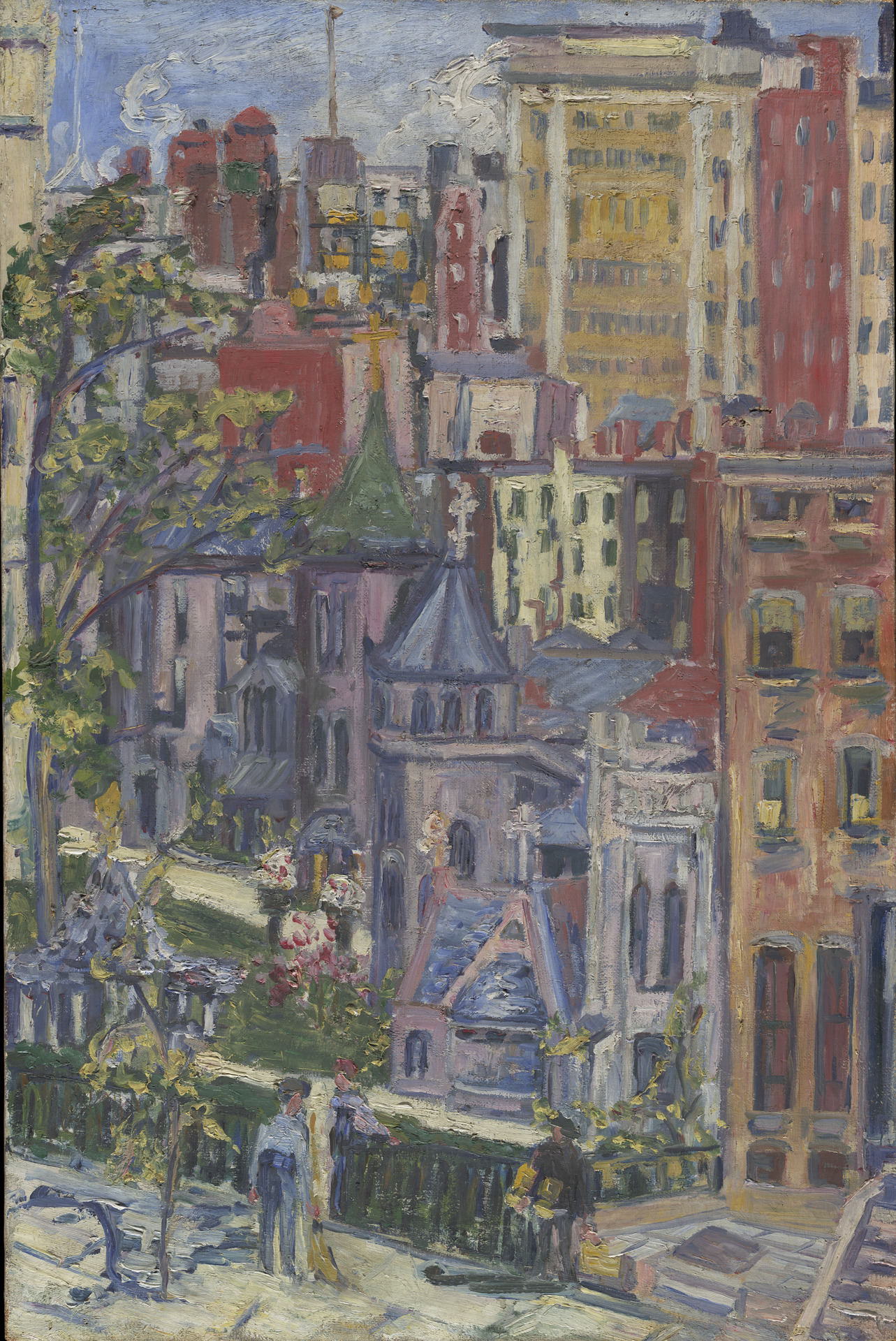
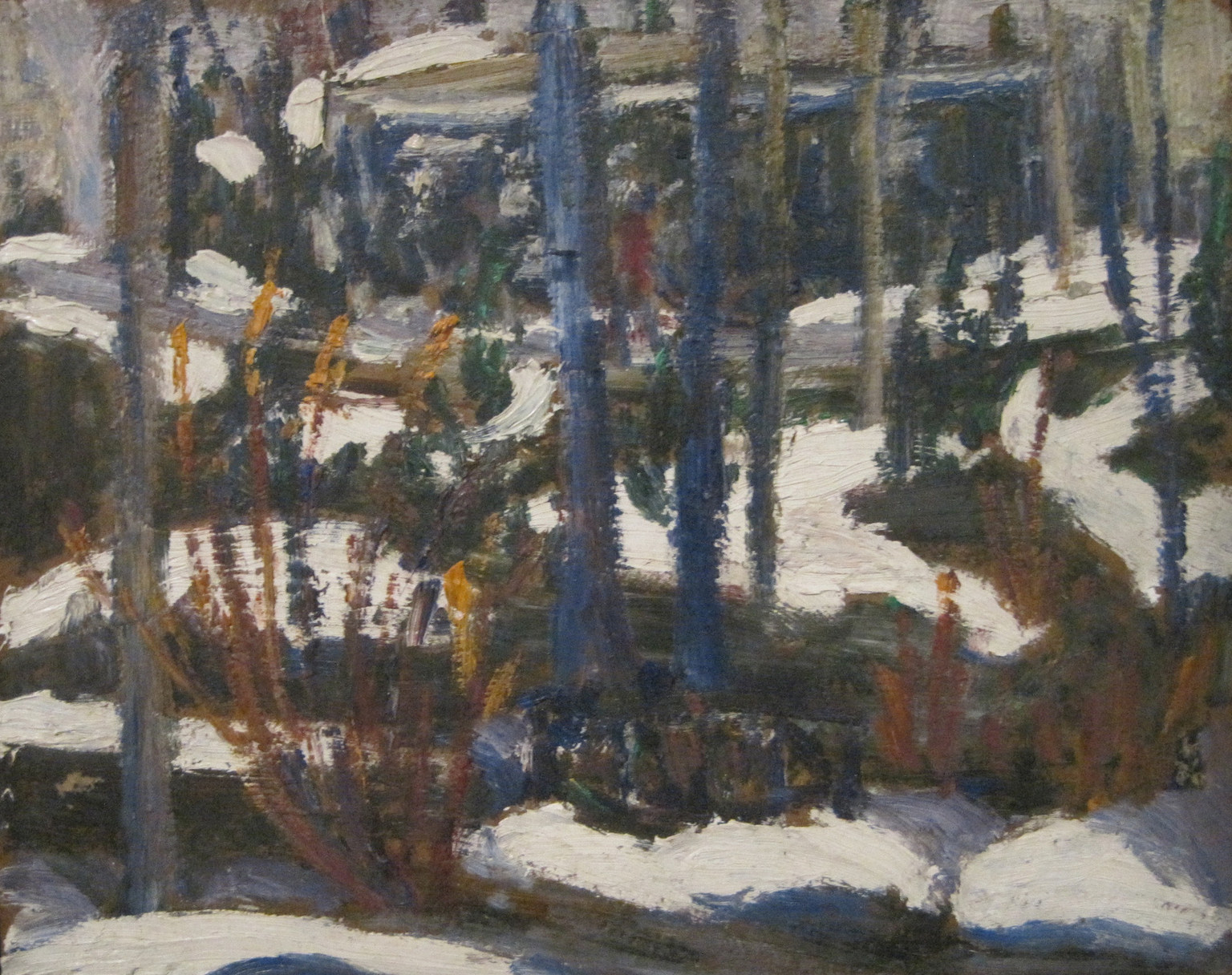